# Chu Mãi Thần
Chu Mãi Thần (Hán tự: 朱買臣) là một trong bảy vở chèo cổ kinh điển của nghệ thuật sân khấu chèo Việt Nam. Bảy vở chèo trong dân gian này được lưu giữ lại đến nay gồm: Quan Âm Thị Kính, Trương Viên, Chu Mãi Thần, Kim Nham, Lưu Bình - Dương Lễ, Trinh Nguyên và Từ Thức mang tính tiêu biểu, được coi là chuẩn mực, tạo ra sức ảnh hưởng cho các vở chèo sau này. Hầu hết các làn điệu chèo gốc đều có ở các vở chèo kinh điển này. Trong bảy vở chèo trên thì vở chèo Chu Mãi Thần mang âm hưởng chèo Bắc Trung Bộ rõ rệt với những làn điệu chèo Huế đặc sắc từ nhân vật cô đào Huế đem ra Bắc. Trích đoạn "Tuần Ty - Đào Huế" của vở chèo này là một trong những trích đoạn chèo tiêu biểu của nghệ thuật chèo Việt Nam.
Tuy nhiên, hiện nay các nhà hát chèo thường dựng vở chèo Nàng Thiệt Thê cũng dựa trên kịch bản Chu Mãi Thần nhưng có cải biên, chỉnh sửa để phù hợp hơn với thị hiếu người Việt. Năm 2021, Nhà hát Chèo Việt Nam đã hoàn thành việc phục dựng toàn bộ 7 vở chèo cổ trên và vở chèo Chu Mãi Thần đã chuyển tên thành vở chèo Nàng Thiệt Thê.

## Nội dung
Mặc dù tích truyện có nguồn gốc bên Trung Quốc nhưng các nhân vật trong chuyện này đã được chèo hóa thành người Việt Nam với bối cảnh chính ở miền Bắc Việt Nam. Chu Mãi Thần thuở trẻ có chí học để ra làm quan, nhưng nhà nghèo, không nuôi nổi vợ, đành kiếm củi độ nhật. Vợ là Thiệt Thê bỏ đi theo quan tuần ty chuyên coi việc thuyền bè đi lại trên sông. Khi người vợ tuần ty từ kinh đô Huế ra Bắc tìm chồng đã bắt gặp và đánh ghen khiến Thiệt Thê chán bỏ Tuần Ty. Chu Mãi Thần công thành danh toại trên đường vinh hiển có gặp lại vợ cũ. Thiệt Thê xin chồng cho trở lại song Chu Mãi Thần từ chối, cho đổ một bát nước xuống đất và nói rằng nếu vớt lại được bát nước thì mới cho trở lại làm vợ. Sau đó Thiệt Thê bỏ đi.
Chủ đề tư tưởng của vở chèo "Chu Mãi Thần" cổ không hợp với thị hiếu đông đảo quần chúng hâm mộ chèo, bởi lẽ tác giả đã chọn một người đàn bà phụ bạc, đem ra bêu riếu và nêu gương một "đấng nam nhi" hẹp hòi, vô cảm chỉ biết "dùi mài kinh sử" để thi đỗ làm quan. Vì vậy đến nay các nhà hát chèo sử dụng kịch bản của vở chèo Nàng Thiệt Thê với những thay đổi cho phù hợp hơn. Cụ thể nhân vật Chu Mãi Thần được khắc họa là một nhân vật nho sinh không chỉ quyết tâm vượt lên mọi khó khăn để đạt được mục đích của mình về sự học mà còn có hành vi của một người quân tử, ở đoạn cuối nàng Thiệt Thê bị ốm nặng, Chu Mãi Thần đem sắc thuốc cho nhưng nàng từ chối.

## Dấu ấn các nghệ sĩ
- NSND Quốc Trượng và NSƯT Xuân Hinh cùng rất thành công với vai diễn cặp hề Chanh - hề Chóp trong vở Chu Mãi Thần. Đó cũng là dịp hiếm hoi mà hai danh hề này có dịp đứng chung sân khấu. Một cặp hề gậy rất đặc sắc với hai phong cách diễn xuất dù còn đang trong giai đoạn định hình nhưng đã có những nét duyên rất riêng không thể trộn lẫn.[3]
- Trong những năm gần đây, một số gương mặt diễn viên chèo trẻ đã bộc lộ tài năng như Kim Liên vai Thiệt Thê vở "Nàng Thiệt Thê" (Nhà hát Chèo Việt Nam).[4]